# Ciherang (Kadugede)
Ciherang is een bestuurslaag in het regentschap Kuningan van de provincie West-Java, Indonesië. Ciherang telt 3789 inwoners (volkstelling 2010).